# أريا (أرغوليس)
أريا (Άρια) هي بلدة في أرغوليس في مقاطعة كينتريكي إلادا في اليونان.
يبلغ عدد سكانها حوالي 1976 نسمة.